# Богдан Дочев
Богдан Дочев е български футболист, нападател, а по-късно известен футболен рефер.
Играе за Черно море (Варна) (1958), Спартак (Варна) (1958 – 1959), Ватев (Белослав) (1959 – 1961), Левски (София) (1961 – 1964) и Кремиковци (1964 – 1966). За Левски има 30 мача с 4 гола в А група и 8 мача с 1 гол за купата на страната. Вицешампион през 1964 с Левски. Има 2 мача за А националния отбор. Завършва ВИИ „Карл Маркс“. 
От 1966 г. е съдия, ръководи 148 срещи в А група. Включен в списъка на международните съдии от 1977 г. Един от най-активните през 80-те години, ръководи много срещи от европейски клубни турнири, между които и четвъртфинали, полуфинали и първия финален мач между Андерлехт (Белгия) и Бенфика (Португалия) за купата на УЕФА (1983). Участник във финалите на СП-1982 в Испания и главен съдия на мача Италия – Камерун, както и на финалите на СП-1986 в Мексико, когато на четвъртфинала Аржентина – Англия (2:1) зачита гола на Диего Марадона с ръка. „Заслужил съдия“ от 1980 г. Носител на златната значка на ФИФА, заслужил деятел на физкултурата.